# Pachydactylus oshaughnessyi
Pachydactylus oshaughnessyi es una especie de saurópsido escamoso del género Pachydactylus, familia Gekkonidae. Fue descrita científicamente por Boulenger en 1885.
Habita en Sudáfrica y Zimbabue. El hábitat preferido de esta especie es la Sabana.